# Mairy-sur-Marne
Mairy-sur-Marne är en kommun i departementet Marne i regionen Grand Est (tidigare regionen Champagne-Ardenne) i nordöstra Frankrike. Kommunen ligger i kantonen Écury-sur-Coole som tillhör arrondissementet Châlons-en-Champagne. År 2022 hade Mairy-sur-Marne 565 invånare.

## Befolkningsutveckling
Antalet invånare i kommunen Mairy-sur-Marne
| Referens: INSEE |